# Кастел Сан Джовани
Кастѐл Сан Джова̀ни (на италиански: Castel San Giovanni, на местен диалект Castèl San Giuàn, Кастел Сан Джуан) е град и община в северна Италия, провинция Пиаченца, регион Емилия-Романя. Разположен е на 74 m надморска височина. Населението на града е 13 917 души (към 2010 г.).